# Kiminobu Kimura
Kiminobu Kimura (jap. 木村公宣 Kimura Kiminobu; ur. 24 października 1970 w Hirosaki) – japoński narciarz alpejski. Zajął 13. miejsce w slalomie na igrzyskach w Nagano w 1998 r. Jego najlepszym wynikiem na mistrzostwach świata było 14. miejsce w slalomie na mistrzostwach świata w Vail w 1999 r. Najlepsze wyniki w Pucharze Świata osiągnął w sezonie 1997/1998, kiedy to zajął 27. miejsce w klasyfikacji generalnej, a w klasyfikacji slalomu był piąty.

## Sukcesy

### Puchar Świata

#### Miejsca w klasyfikacji generalnej
- 1993/1994 – 75.
- 1994/1995 – 51.
- 1995/1996 – 60.
- 1996/1997 – 34.
- 1997/1998 – 27.
- 1998/1999 – 105.
- 1999/2000 – 110.
- 2000/2001 – 65.
- 2002/2003 – 146.

#### Miejsca na podium
1. Veysonnaz – 18 stycznia 1998 (slalom) – 3. miejsce